# De Tartaarse helm
De Tartaarse helm is het twintigste stripverhaal uit de reeks van Suske en Wiske, geschreven en getekend door Willy Vandersteen. Het verhaal werd – als onderdeel van de blauwe reeks – van 9 mei 1951 tot en met 16 juli 1952 gepubliceerd in het stripweekblad Kuifje.
De eerste albumuitgave was in 1953. Destijds was het het derde verhaal in de blauwe reeks en kreeg hier albumnummer 2. In 1971 werd De Tartaarse helm heruitgegeven in de Vierkleurenreeks, waarin het albumnummer 114 kreeg. In deze heruitgave zijn enkele pagina's weggelaten, om aan de standaardnorm van 58 pagina's te voldoen. De integrale versie van De Tartaarse helm verscheen in 1995 alsnog opnieuw in de reeks Suske en Wiske Klassiek.

## Locaties
- België, de Kempen met villa van Lambik, Brugge (het “Venetië van het Noorden”), het Zwin bij Knokke, Muide, de stompe torens van Damme, Muyde en Oostkerke, herberg, Venetië met het Dogepaleis, het San Marcoplein en de kathedraal, het gebied van de Grote Koeldai-Khan, de Adriatische zee, de kust van Dalmatië, Cyprus, Palestina, Jeruzalem, Cathay, Lido, de Syrische woestijn, Tigris, Eufraat, Bagdad met paviljoen met koperen koepel, poort, door de Mongoolse steppe, post van de vergulde wacht, Kambula, paleis.

## Personages
- Suske, Wiske, Lambik, hypnotiseur / landloper Priem, pachter, meester Giovanni Rabakol, Italiaans zeeman, spion uit Genua (man met groene mantel) en zijn rabauwen, Luigi (dwerg / lilliputter), Venetianen, vazenhandelaar, Genuezen, Doge van Venetië, fakir, Jezabel en moeder, koopman, de mannen van Droesch-El-Omo, mannen van de Egyptische sultan Bibars, de veertiende dalai lama (gids), karavaan, krijgers, Marco Polo en zijn mannen, Tsji Ling, de Tataren, ministers, rebellen van de Vallei van het Zingend Zand.

## Het verhaal
Lambik is na het avontuur in Mocano in een villa in de Kempen gaan wonen. Suske en Wiske komen er vaak sporten. Op een dag schieten de kinderen een landloper te hulp die wordt mishandeld door de pachter. De landloper verschijnt 's avonds in het huis van de vrienden. Hij vertelt dat hij in werkelijkheid een bekende hypnotiseur is, die aan lager wal is geraakt als gevolg van een oogoperatie. Hij beloont de vrienden voor de goede zorgen door hen via hypnose een avontuur in het verleden te laten beleven.
Door de hypnose belanden Suske, Wiske en Lambik in het Brugge van de dertiende eeuw. Ze zijn al hun eerdere herinneringen aan hun eigen tijd kwijt voor zolang de hypnose duurt. Ze denken dat ze meester Giovanni Rabakol ontmoeten in het “Venetië van het Noorden”. Alle schepen van het westen komen langs het Zwin bij Knokke op hun weg naar Brugge. Een Italiaans zeeman komt met een kruik in een herberg en een man met een groene mantel steekt in de kruik en verdwijnt. Een gewonde dwerg rolt naar buiten en wordt daarna verzorgd. Lambik en de capitano schermen en nemen de dwerg mee naar huis, de man met de groene mantel en zijn rabauwen volgen. De Doge van Venetië stuurde de dwerg als boodschapper, er dreigt oorlog met Genua. Er ligt een boot klaar in het Zwin. Suske, Wiske en Lambik voorkomen dat de huishoudster wordt overvallen, maar de man met de groene mantel hoort de plannen. De “Regina della Adriatico” ligt ter hoogte van Muide en de vrienden rijden met een koets langs de dijk. Wiske ziet vuren branden op de stompe torens van Damme, Muyde en Oostkerke. De capitano en Luigi gaan met een visser naar het schip, de vrienden zien het wegvaren en komen in een herberg bij Venetianen. Ze ontdekken dat de capitano en Luigi op een Genuees schip zijn vertrokken.
De ondervraging van Luigi op de “Potenna” wordt voorkomen doordat de mannen zien dat ze gevolgd worden, de gevangenen worden bevrijd. De man met de groene mantel verdwijnt in het water. Het schip vaart naar Venetië, de capitano gaat naar het Dogepaleis en Suske, Wiske en Lambik zien het San Marcoplein en de kathedraal. De capitano wordt in de val gelokt door een vazenhandelaar, maar Luigi ontsnapt en waarschuwt de vrienden. De capitano wordt ingemetseld, maar Lambik redt hem. De Doge hoort het verhaal en vertelt dat Marco Polo in 1271 naar het Oosten vertrok. Hij is in het gebied van de Grote Koeblai Khan, heerser van de vijf Tartaarse rijken. In 1260 vertrokken zijn vader, Nicolo Polo, en zijn oom, Maffeo Polo, vanuit Tana (de zee van Azov) naar de Tataren van de Gouden Horde. Bij de tweede tocht in 1271 namen ze Marco (17 jaar) mee. Marco Polo heeft een machtig wapen ontdekt en iemand moet dit nu komen halen. De tocht zal gaan langs de Adriatische zee, de kust van Dalmatië, Cyprus en Jeruzalem, daar zal een gids zijn die de reiziger naar Cathay zal brengen. Een schip wacht in Lido, maar een spion laat een postduif wegvliegen. Om middernacht houden de capitano en Lambik een duel met houten zwaarden, maar de capitano raakt dan gewond door een aanslag met pijlen. De vrienden gaan in zijn plaats aan boord van de “Livorno". Op Cyprus wordt proviand ingeladen, maar het is dan windstil. Na een tijdje vinden ze een vreemde man op het water, hij is vanuit Bagdad gestuurd en zorgt voor regen en wind. Het schip gaat verder en een man die verschijnt in een olijfboom waarschuwt voor gevaar. Ze komen in Palestina en zien Jeruzalem dat in handen is van de Muzelmannen.
Suske en Wiske gaan op paarden verder, Lambik wil een kameel en redt een jong van de dood. Lambik koopt het dier met te korte poten, Jezabel, en rijdt daarmee verder in de Syrische woestijn, de stervende moeder van het dier blijft achter. Ze steken de Tigris en de Eufraat over en Wiske krijgt bij een kamp bij het vuur een visioen. Een man vertelt dat de gebodstabel gestolen is door iemand met een zwarte tatoeage. Lambik verslaat een leeuw, maar het kamp wordt overvallen door de mannen van Droesch-El-Omo. De kinderen moeten gevankelijk lopen door de woestijn, en houden dat uiteraard niet lang vol. Wie niet kan volgen moet sterven, maar  De sultan van Bagdad redt de kinderen en vertelt dat de boeven mannen van de Egyptische sultan Bibars zijn. Ze hebben Armenië en Perzië verwoest. De sultan is uit Bagdad verdreven en naar de rots Sesam gegaan. Lambik kan nog net de rots binnenglippen door de deur en hoort dat de gids de dalai lama uit Tibet is. Er komt een karavaan langs en Suske en Wiske worden in kruiken verborgen. Lambik schopt herrie en kan ontkomen, Suske en Wiske openen de poort van Bagdad en de vrienden gaan naar een paviljoen.
Bij het paviljoen ontmoeten ze de gids met een masker, maar Wiske denkt dat er iemand in het paviljoen aanwezig is. De vrienden reizen door de Mongoolse steppe en ontmoeten krijgers. Lambik moet een proef met een put doorstaan en ontdekt dat er ook een slang meespeelt, nadat hij de proef doorstaat worden de vrienden geaccepteerd. Tsji Ling haalt de vrienden op en ze worden bij een post van de vergulde wacht overvallen door rebellen van de Vallei van het Zingend Zand. Lambik breekt uit en ontmoet Marco Polo, ze gaan met hem naar Kambula. Lambik moet een helm naar de Doge van Venetië brengen. Suske en Wiske zoeken de Dalaï Lama, maar hij is niet bij de Tataren. Op de terugweg zien ze een schijnsel dat waarschuwt voor een verrader, maar Lambik laat de Dalaï Lama met het masker slapend zien in zijn bed in het paleis en gelooft het verhaal van de kinderen niet. Lambik ziet een aanval van rebellen en helpt de mannen van Marco Polo, hij geeft de helm ter bescherming aan de Dalaï Lama. De echte Dalaï Lama verschijnt en de rebellen vluchten, maar Suske en Wiske worden ontvoerd. Lambik vindt hen, maar wordt ook door de Dalaï Lama met het masker gevangengenomen. Het blijkt het hoofd van de spionagedienst van Genua te zijn, de man met het groene masker deed alsof hij stierf bij de scheepsramp. Er volgt een gevecht, maar Lambik redt zijn tegenstander van een slang. De spion krijgt berouw omdat juist zijn vijand zo'n edelmoedige daad voor hem verricht. Hij geeft Lambik zijn helm en een paard.
De vrienden gaan naar Bagdad en bevrijden de Dalaï Lama uit het paviljoen met de koperen koepel. De Dalaï Lama kan dagen zonder eten en drinken door zijn sterke wil en kan mensen geluiden en beelden tonen. Ze bezoeken de sultan Droesch-El-Omo en rijden door naar Jeruzalem. Jezabel ziet dat zijn moeder door goede zorgen van de koopman is hersteld en valt haar in de armen. De vrienden reizen door naar Venetië en meester Rabakol en Luigi halen hen af in de haven. Twee ministers zien de helm en horen dat in de kop van de helm een formule verborgen is, die kan zorgen voor de totale overwinning. De Doge wil door deze macht een einde aan de eeuwigdurende oorlog. De ministers willen voorkomen dat hun macht wordt afgenomen en stormen binnen. Suske, Wiske en Luigi kunnen ontsnappen. De Doge haalt het perkament uit de helm en ziet tot zijn ontzetting wat erop staat: ontwerpen voor vuurspuwende buizen met een vernietigende kracht. Om te voorkomen dat het mooie Venetië zal worden verwoest door deze gruwelijke uitvindingen, gooit de Doge de helm samen met de buskruitformule uit het raam in het water.
Suske, Wiske en de lijfwacht stormen binnen, maar dan haalt de hypnotiseur de drie vrienden terug uit hun hypnose. Hij geeft nog zijn adres voordat hij vertrekt.

## Achtergronden bij het verhaal
- Het Dogepaleis in Venetië komt ook voor in het verhaal Robotkop (1996).
- Een belangrijk deel van zijn inspiratie voor dit verhaal haalde Vandersteen uit zijn reis naar Venetië en de helm die hij van deze reis meebracht.[3]
- Bij de heruitgave in de Vierkleurenreeks is het verhaal ingekort. De verhaallijn is door de weglatingen hier en daar onlogisch geworden. Onder meer een passage waarin de vrienden worden overvallen door een groep strijders met een luipaard is geheel verdwenen.
- Het laatste plaatje wordt, net als in de andere verhalen uit de Blauwe Reeks, niet ingenomen door een knipogende Wiske. In dit geval wordt het verhaal afgesloten met de Tartaarse helm.
- In het zeegevecht tussen het Venetiaanse schip Regina en het Genueze schip Potenna houdt een van de middeleeuwse opvarenden een 20e-eeuws pistool vast, wat waarschijnlijk een grapje was van Vandersteen.